# ウは宇宙船のウ
『ウは宇宙船のウ』（ウはうちゅうせんのウ、原題：R is for Rocket）は、レイ・ブラッドベリの短編集。

## 概要
1962年に出版され、日本では東京創元社から1968年4月18日に初版が出版された。
既存の短編集に載っていた短編をヤングアダルト読者向けに選んだ。日本語版では東京創元社から出版済みの『十月はたそがれの国』に収録されていた「アングル・エナー」が除かれ、17篇から16篇になっている。
2006年2月28日に同出版社から新版が発行された。新版では訳者あとがきが除かれ、牧眞司の解説が追加された。
作者の著作には他に『スは宇宙（スペース）のス』（原題：S is for SPACE）という似た表題の短編集がある。
なお、萩尾望都による同名のコミック短編集がある。これは『ウは宇宙船のウ』の他、『10月はたそがれの国』、『スは宇宙（スペース）のス』からそれぞれ数編ずつ作品を取り混ぜた「ブラッドベリSF傑作選」である。萩尾は、ブラッドベリ作品集を描いたことについて、「私はまさか、ブラッドベリを描く機会が与えられるとは思っていなかった。（諸外国の作家はその著作権の取りにくさで知られている）これほどに端麗な彼の文章を、絵と間合いの風景で表現することを、いちど試みてみたいとは思っていた。」と語っている。

## 収録作品
- 「ウ」は宇宙船の略号さ
- 初期の終わり
『メランコリイの妙薬』
- 霧笛
『太陽の黄金の林檎』
- 宇宙船
『刺青の男』
- 宇宙船乗組員
『刺青の男』
- 太陽の金色のりんご
『太陽の黄金の林檎』
- 雷のとどろくような声
『太陽の黄金の林檎』
- 長雨
『刺青の男』
- 亡命した人々
『刺青の男』
- この地に虎数匹おれり
- いちご色の窓
『メランコリイの妙薬』
- 竜
『メランコリイの妙薬』
- おくりもの
『メランコリイの妙薬』
- 霜と炎
『太陽の黄金の林檎』
- タイム・マシン
- 駆けまわる夏の足音

## 萩尾望都によるコミック作品
萩尾望都のコミック作品『ウは宇宙船のウ -ブラッドベリSF傑作選』は、『ウは宇宙船のウ』『スは宇宙（スペース）のス』『10月はたそがれの国』の3つの短編集から萩尾が好きな作品を8つ選んで、1977年から1978年にかけて『週刊マーガレット』に断続的に掲載されたブラッドベリ原作シリーズを1冊にまとめた短編集である。
なお、「びっくり箱」の主人公は少年から少女に変えられている。

### 収録作品
- ウは宇宙船のウ（『ウは宇宙船のウ』より。『週刊マーガレット』1978年14号に掲載。）
- 泣きさけぶ女の人（『スは宇宙（スペース）のス』より。『週刊マーガレット』1978年22号に掲載。）
- 霧笛（『ウは宇宙船のウ』より。『週刊マーガレット』1977年9号に掲載。）
- みずうみ（『10月はたそがれの国』より。『週刊マーガレット』1977年9号に掲載。）
- ぼくの地下室へおいで（『スは宇宙（スペース）のス』より。『週刊マーガレット』1978年18号に掲載。）
- 集会（『10月はたそがれの国』より。『週刊マーガレット』1978年32号に掲載。）
- びっくり箱（『10月はたそがれの国』より。『週刊マーガレット』1978年26号に掲載。）
- 宇宙船乗組員（『ウは宇宙船のウ』より。『週刊マーガレット』1978年22号に掲載。）

### 関連
- 恩田陸は、萩尾の作品を通じてブラッドベリ的な要素に引かれ、二次的にブラッドベリを感じていて、後で原作を読んだと語っている[7]。
- 萩尾は後に『奇想天外』で行った座談会で、コミカライズされた作品の一つ「霧笛」の収録元である『太陽の黄金の林檎』、「宇宙船乗組員」の収録元である『刺青の男』を翻訳した小笠原豊樹との対面を果たしている[8]。

## 備考
- 加藤元浩の漫画『ロケットマン』は第1話の副題が「R is for ROCKET」であり、独力での宇宙船建造を目指す男が、本作からとった「R」の偽名を用いる。